# Lagos del Norte
Lagos del Norte és una entitat de població del departament de Rivera, al nord-est de l'Uruguai. Es troba al sector 9è del departament i limita amb el Brasil. Al nord-oest limita amb la ciutat de Rivera i el suburbi de La Pedrera.

## Població
Segons les dades del cens de 2004, Lagos del Norte tenia una població aproximada de 178 habitants.
| Any  | Població |
| ---- | -------- |
| 1963 | 70       |
| 1975 | 12       |
| 1985 | 3        |
| 1996 | 81       |
| 2004 | 178      |
| 2011 | 291      |

Font: Institut Nacional d'Estadística de l'Uruguai